# Bitwa pod Pucacasa
Bitwa pod Pucacasa – starcie zbrojne, które miało miejsce 23 marca 1781 pomiędzy wojskami Indian i Hiszpanów w trakcie powstania Tupaca Amaru II (1780–1783).
W marcu 1781 r. powstanie antyhiszpańskie rozszerzyło się na całe Górne Peru. Pomimo nieudanego oblężenia Cuzco w ręce powstańców wpadały kolejne prowincje. Ruch powstańczy ogarnął m.in. ziemie pomiędzy Cuzco a Arequipą. Siły hiszpańskie zostały wkrótce wzmocnione kolejnymi oddziałami, a do Cuzco przybył wizytator Jose Antonio de Areche oraz marszałek Jose del Valle. Hiszpanów poparł również Kościół, który rzucił klątwę na powstańców, z których większość stanowili wierzący katolicy. 5 marca Tupak Amaru zaproponował wizytatorowi negocjacje. Areche odrzucił jednak propozycję, wysyłając przeciwko Tupacowi wojsko.
18 marca 1781 r. Tupac Amaru II oficjalnie koronował się na króla Peru jako Jose I. W tym czasie osłabiona walkami armia powstańcza toczyła ciężkie potyczki z oddziałami hiszpańskimi. W dolinie Rio Vilille poległ m.in. jeden z dowódców powstania Juan de Dios Valencia. Kolejne oddziały indiańskie dowodzone przez Felipe Bermudeza oraz Tomasa Parviny w sile 6 tys. ludzi po przegrupowaniu ruszyły w kierunku nadciągających wojsk Jose del Valle.
23 marca 1781 r. pod Pucacasa w dystrykcie Quispicanchis Hiszpanie otrzymali informację o zbliżającej się armii powstańczej Tupaca Amaru w sile 10 tys. ludzi. Atak Indian odparty został silnym ogniem karabinowym, a Hiszpanie wycofali się na dogodniejsze pozycje obronne. Akcja Indian zakończyła się klęską. Zginęło 1 tys. powstańców, w tym obaj dowódcy: Bermudez oraz Parvina. Ich głowy, podobnie jak głowę poległego wcześniej Valencii odesłano jako znak zwycięstwa do Cuzco. Zostały one następnie wystawione na widok publiczny w mieście, wbite na tyczki u wylotu głównych dróg z Cuzco. Po bitwie Hiszpanie opanowali ważny punkt obrony powstańców Quiquijanę, szykując się do decydującej rozgrywki z powstańcami.